# Argentina ai Giochi della XXVI Olimpiade
L'Argentina partecipò ai Giochi della XXVI Olimpiade, svoltisi ad Atlanta, Stati Uniti, dal 19 luglio al 4 agosto 1996, con una delegazione di 178 atleti impegnati in venti discipline.

## Medaglie
| Medaglia | Atleta          | Sport    | Evento           |
| -------- | --------------- | -------- | ---------------- |
| Argento  | Argentina       | Calcio   | Torneo maschile  |
| Argento  | Carlos Espínola | Vela     | Mistral maschile |
| Bronzo   | Pablo Chacón    | Pugilato | Pesi piuma       |

## Risultati

### Calcio
- Uomini

| Atleta | Classifica |                      |
| --- | --- | -------------------- |
| V · D · M Nazionale olimpica argentina · Calcio ai Giochi Olimpici Estivi 1996 1 Bossio · 2 Ayala · 3 Chamot · 4 Zanetti · 5 Almeyda · 6 Sensini · 7 C. López · 8 Simeone · 9 Crespo · 10 Ortega · 11 Morales · 12 Cavallero · 13 Pineda · 14 Paz · 15 Bassedas · 16 G. López · 17 Delgado · 18 Gallardo · CT : Passarella | Argento |                      |
| Nazionale olimpica argentina · Calcio ai Giochi Olimpici Estivi 1996 | |                      |
| 1 Bossio · 2 Ayala · 3 Chamot · 4 Zanetti · 5 Almeyda · 6 Sensini · 7 C. López · 8 Simeone · 9 Crespo · 10 Ortega · 11 Morales · 12 Cavallero · 13 Pineda · 14 Paz · 15 Bassedas · 16 G. López · 17 Delgado · 18 Gallardo · CT: Passarella                                                                                 | 1 Bossio · 2 Ayala · 3 Chamot · 4 Zanetti · 5 Almeyda · 6 Sensini · 7 C. López · 8 Simeone · 9 Crespo · 10 Ortega · 11 Morales · 12 Cavallero · 13 Pineda · 14 Paz · 15 Bassedas · 16 G. López · 17 Delgado · 18 Gallardo · CT: Passarella | Argentina (bandiera) |